# NOB1
La proteína de unión al ARN NOB1 es una proteína que en humanos está codificada por el gen NOB1.